# راهبه‌مرغ سیاه
راهبه‌مرغ سیاه (نام علمی: Monasa atra) یک گونه از پرندگان نزدیک به گنجشک‌سان از خانواده مرغ پفی، پرنده‌های پفی، راهبک‌ها و مرغ‌های راهبه است که در برزیل، گویان فرانسه، گویان، سورینام و ونزوئلا یافت می‌شود.